# Messor marocanus
Messor marocanus är en myrart som beskrevs av Santschi 1927. Messor marocanus ingår i släktet Messor och familjen myror. Inga underarter finns listade i Catalogue of Life.